# Championnats de France d'athlétisme 1908
Navigation
Championnats 1907 Championnats 1909
Les Championnats de France d'athlétisme 1908 ont eu lieu le 5 juillet 1908 au Parc de Saint-Cloud, à Paris.

## Palmarès
| Discipline                 | Athlète              | Performance   |
| -------------------------- | -------------------- | ------------- |
| 100 m                      | Pierre Failliot      | 11 s 6        |
| 200 m                      | Pierre Failliot      | 22 s 8        |
| 400 m                      | Pierre Failliot      | 51 s 4        |
| 800 m                      | Jacques Keyser (NED) | 2 min 4 s 6   |
| 1 500 m                    | Jacques Keyser (NED) | 4 min 8 s 8   |
| 1 500 m                    | Alexandre Fayollat   | 16 min 5 s 8  |
| 110 m haies                | Géo André            | 15 s 8        |
| 400 m haies                | Henri Meslot         | 57 s 6        |
| Steeple                    | Louis de Fleurac     | 13 min 43 s 6 |
| Saut en hauteur            | Géo André            | 1,70 m        |
| Saut en hauteur sans élan  | Alfred Motté         | 1,50 m        |
| Saut à la perche           | Robert Pascarel      | 3,25 m        |
| Saut en longueur           | Charles Hervoche     | 7,00 m        |
| Saut en longueur sans élan | Henri Jardin         | 3,16 m        |
| Lancer du poids            | André Tison          | 12,81 m       |
| Lancer du disque           | André Tison          | 39,13 m       |